# ملا محراب گیلانی
حکیم ملا محراب گیلانی (درگذشت ۱۲۱۷ قمری) عارف و فیلسوف شیعه در دوره زندیه و قاجار است.

## تولد و تحصیل
ملامحراب گیلانی اصفهانی از دانشمندان و حکمای بزرگ شیعه در نیمه دوم قرن دوازدهم و ابتدای قرن سیزدهم هجری قمری می‌باشد. وی برای تحصیل قبل از سال ۱۱۷۳ ق وارد اصفهان شد.

## استادان عرفان
ملا محراب در اصفهان حداقل از دروس دو استاد برجسته عرفان و حکمت آن دوره یعنی ملا محمداسماعیل خواجویی و ملا قطب الدین نیریزی ذهبی بهره برده‌است. البته شبهه ذهبی بودن ملا محراب صحت ندارد. گفته می‌شود که ملامحراب پس از درگذشت خواجویی، به درس آقامحمد بیدآبادی حاضر گشته و از وی نیز استفاده فراوان می‌نماید

## تحصیلات فلسفه
از شرح حال منظومی که ابوالقاسم راز برای ملا محراب نقل می‌کند معلوم می‌شود ملا محراب قبل از حضور در درس عرفان نی ریزی، فلسفه خوانده بود و تحصیل وی نزد او در غیر از اصفهان بوده و قبل از ۱۱۷۳ نیریزی او را به اصفهان می‌فرستد «به اصفهاهان بفرمودیش مأمور» و ملا محراب در اصفهان چهل اربعین انجام می‌دهد که قاعدتاً بین ۴ تا ۵ سال طول کشیده‌است؛ و می‌نویسد شب‌ها بیدار بود و روزها تدریس داشت ان هم «درس دین»، و دربارهٔ مقامات و فضل وی می‌گوید: «مقامات و کراماتش فزون است؛ که از عقل و بیاناتش برون است» و عاقبت می‌گوید بسیاری از ملا محراب شرف هدایت یافتند.

## تدریس
حکیم ملا محراب گیلانی مدت‌های مدید در اصفهان به تدریس پرداخت به گونه‌ای که در منابعی چند وی را ملامحراب اصفهانی نام نهاده‌اند. از این جهت مکان اصلی تدریس وی شهر زیبای اصفهان بوده‌است. در اینکه وی چه تدریس می‌نموده‌است؟ قاعدتاً بایستی همان علوم معقول یعنی فلسفه و عرفان بوده باشد. سید جلال آشتیانی می‌نویسد که ملا محراب از محضر استادش خواجویی، علاوه بر معقول، علوم نقلی را نیز خوانده‌است
زنوزی خویی صاحب موسوعهٔ عظیم ریاض الجنه می‌نویسد من نزد ملامحراب، اسفار ملاصدرا و مثنوی مولوی بلخی را خوانده‌ام. با این بیان معلوم می‌شود ملامحراب در اواخر زندگی در فلسفه اسفار و در عرفان مثنوی را درس می‌گفته‌است. ملا محراب با اینکه علاوه بر فلسفه در عرفان هم دارای تبحر بسیار بوده ولی شاید بر اثر تدریس زیاد حکمت و فلسفه است که در برخی منابع از جمله روضات الجنات اثر سید محمدباقر خوانساری وی را به عنوان «ملا محراب حکیم» یاد کرده‌اند.

## شاگردان
گیلانی در طی ده‌ها سال تدریس شاگردان بسیاری تربیت نمود و به حوزه‌های شیعه هدیه نمود و برخی از آن‌ها از بزرگان حکمت و عرفان عصر و منطقهٔ خویش بوده‌اند. در اینجا برخی از آن‌ها را ذکر خواهیم نمود:
- سلیمان تنکابنی؛ پدر محمد تنکابنی صاحب قصص العلماست که عالمی مهذب و طبیبی کاردان بود.
- ملامحمد جعفر لنگرودی لاهیجی.
- حاج محمد جعفر کبودرآهنگی، وی در کتاب مرآه الحق پیرامون استاد گیلانی اش می‌نویسد: «و مولانا محراب جیلانی ـ رحمه الله ـ… در زهد و انزوا و اعراض از ماسوی، وحید عصر خود بود، و در مرتبه فضیلت ـ خصوص در مرتبه علوم عرفان ـ یگانهٔ زمان و فرید دوران بود.»
- حاجی ابراهیم کلباسی اصفهانی. اصل این کلمه کرباسی است ولی طبق غلط مشهور کلباسی جا افتاده‌است.
- میرزا حسن زنوزی
- ملا علی سمنانی
- ملا حسن نائینی
- ملا محمداسماعیل ازغدی
- ملا کرمعلی سبزواری (داماد ملا محراب)
- سید جلیل جمال السالکین
- سید محمد قریشی
- درویش لطف علی
- میر محمد صادق خاتون آبادی، غیر از جد شهید بهشتی است که به همین نام است.
- سید قریش قزوینی. (می‌گویند وی جانشین و نایب ملا محراب است. هر چند ملا کرمعلی نیز در این وسط به عنوان جانشین معرفی شده چنان‌که جمال السالکین نیز) امام قلی نخجوانی از خواص اصحاب سید قریش بود و سید حسین قاضی (پدر سید علی قاضی عارف کبیر) نیز از اصحاب و شاگردان خاص امامقلی است.
- ملا ولی‌الله صهره

## تعبیر خواب
صاحب قصص العلماء نقل می‌کند که پدرم در خواب دید که در بهشت است و از نهر آبی یک در و مروارید برمی‌دارد. این خواب را برای ملا محراب حکیم بازگو نمود. ملا محراب انسانی اهل دل بود و از غیب خبر می‌داد و خواطر افراد را می‌خواند و در علم تعبیر خواب نیز دستی داشت. وقتی پدرم خواب را برای ایشان تعریف نمود ایشان اندکی درنگ کرده و سپس فرمودند در تقدیر توست که با زنی از خاندان سادات ازدواج خواهی کرد و از وی فرزندی نصیب تو می‌گردد که از مشاهیر علما خواهد شد و از اولیای الهی خواهد بود. پدرم نیز بعدها با یک سیدهٔ اصفهانی ازدواج کرد و من متولد شدم و همیشه این را مد نظر داشت که من همانی هستم که ملا محراب خبر داده بود.

## ملا محراب را لعن کن!
ملامحراب زمانی از اصفهان به قصد زیارت حرم امام حسین به کربلا می‌رود، هنگام زیارت در بالاسر نشسته و مشغول دعا و زیارت بود. او متوجه شد که شخصی که در علم چندان پایه‌ای نداشت در مسجد بالاسر، نماز جماعت می‌خواند، او با حکیمان و عرفا مخالف بود. بعد از نماز، حکیمان عارف شیعی را نام می‌برد و هر یک را صد مرتبه لعن می‌کرد. یک تسبیح ملاصدرا را، یک تسبیح ملامحسن فیض و یک تسبیح ملامحراب را.
ملامحراب گفت: این شخص کیست که او را لعن می‌کنی؟ گفت: او ملامحراب اصفهانی است. ملامحراب گفت: چرا او را لعن و نفرین می‌کنی؟ او در پاسخ گفت: چون به «وحدت واجب الوجود» معتقد است. ملامحراب گفت: حالا که به وحدت واجب الوجود اعتقاد دارد، او را لعن کن تا چنین اعتقادی پیدا نکند. میرزای نائینی در کتاب تنبیه الامه ی خویش وقتی از مشروطه یاد می‌کند می‌نویسد دیگر گذشت زمانی که مردم بر اثر نادانی و قشری گرایی ملا محراب را لعن می‌کردند.

## آثار
شاید به علت تدریس وقتی برای ملامحراب نمی‌مانده که صرف نگارش کتب علمی نماید یا اینکه شاید معتقد بوده تمام حرف‌ها را بزرگان در کتاب‌ها نوشته‌اند و دیگر نیازی به تکرار مکررات نیست! در هر حال فقط یک کتاب از ملامحراب باقی مانده‌است به نام سفینه النجاة، که ما حتی از موضوعش هم خبر نداریم. آقابزرگ تهرانی می‌گوید این کتاب در بین کتاب‌های سید محمد یزدی در اصفهان است چنان‌که من در فهرست کتب خریداری شده برای وی این اسم را دیده‌ام.

## درگذشت
ملا محراب گیلانی در جمادی الاولی ۱۲۱۷ ق در اصفهان درگذشته و در تکیه روضاتی خوانساری تخت فولاد دفن می‌گردد. ملا حسن گیلانی و در این اواخر سید محمد علی روضاتی خوانساری نیز در کنار ملا محراب و در همین تکیه دفن هستند.

## بازماندگان
ملا محراب یک پسر به نام عبدالحمید داشت و دو دختر نیز خداوند به وی داده بود. یکی از دخترها همسر ملا کرمعلی بغایری سبزواری می‌شود و دیگری زن آقا محمدابراهیم بیدآبادی (نوهٔ آقامحمد بیدآبادی)، می‌شود. ملا حسن بیدآبادی نوهٔ دختری ملا محراب و ملا محسن بغایری سبزواری دیگر نوه اش است. ملا محسن متوفای ۱۳۰۵ق است و وی پدر عبدالرزاق بغایری است که شرح حالش خواهد آمد. مشاهده می‌شود که علاوه بر دامادهای ملا محراب، در نسل وی دانشمندان زیادی به وجود آمده‌اند.

## نواده
عبدالرزاق بغایری خراسانی، از پیشگامان معاصر فن نقشه‌برداری و علم جغرافیا در ایران. پدرانش اهل شمن آباد سبزوار و از خوانین طایفة بَغایری (بُغایری) بودند. کرم علی خان، جد او، برای تحصیل، به اصفهان رفت و همان‌جا اقامت کرد. پدر عبدالرزاق، ملامحمد حسن، نوادة دختری ملا محراب گیلانی، از عرفای قرن اخیر و مادرش دختر میرزا مهدی خان منشی از خوانین کروَن اصفهان بود که در اصل از بحرین و بصره به ایران آمده بودند و در دربار نادرشاه و کریم خان زند خدمت می‌کردند و نسبشان به حبیب بن مظاهر می‌رسید.